# The Deniers
The Deniers es un libro de 2008 de Lawrence Solomon, un ambientalista y escritor canadiense. Subtitulado "Los científicos de renombre mundial que se enfrentaron a la histeria del calentamiento global, la persecución política y el fraude", el libro llama la atención sobre una serie de científicos y otros que, según Solomon, han avanzado argumentos contra lo que él llama el "alarmista" punto de vista del calentamiento global, presentado por Al Gore, el Panel Intergubernamental sobre Cambio Climático (IPCC), los principales medios de comunicación y otros. El libro se basa en una serie de columnas que Solomon escribió para el "National Post" de Canadá.

## Fondo
Solomon afirma que, como ambientalista y miembro activo de la organización ambientalista canadiense antinuclear, activista Energy Probe, originalmente no cuestionó la opinión generalizada sobre el calentamiento global o puntos de vista que los escépticos del clima que rechazan. Sin embargo, Solomon afirma que, basándose en sus experiencias opuestas a la energía nuclear durante la década de 1970, sabía que era posible "que los científicos con integridad puedan tener puntos de vista poco convencionales y poco populares", al disentir de la sabiduría convencional del momento. Solomon afirma que en una cena en 2004, su amigo y colega ambientalista Norm Rubin comentó que la ciencia sobre el calentamiento global estaba "resuelta". Solomon desafió a Rubin a nombrar tres áreas de cambio climático que él sentía que estaban resueltas y Solomon trataría de encontrar una opinión disidente creíble para cada una.
Para sorpresa declarada de Solomon, pudo encontrar científicos de renombre que Solomon creía que disputaban las conclusiones contenidas en los informes del IPCC sobre el cambio climático o los informes de los medios de comunicación sobre cuestiones relacionadas con el calentamiento global. Solomon comenzó a perfilar a estos científicos en una serie de columnas para el National Post bajo el título, "Los negadores". La serie comenzó el 28 de noviembre de 2006 con su artículo debut, "Se necesitan estadísticas", que describe el informe de Edward Wegman al Comité de Energía y Comercio de la Cámara de los Estados Unidos sobre el gráfico de Palo de hockey.
En 2007, la serie había crecido a 38 artículos separados. Solomon afirma que estaba frustrado con las limitaciones de las columnas de los periódicos, como un límite en cuanto a lo que podía escribir, sin notas al pie de página y sin gráficos. Por lo tanto, Salomón afirma que decidió escribir un libro ampliando sus columnas sobre los que denominó "Negadores".
Tres de los perfilados por Solomon en sus columnas de "Negadores" disputaron sus descripciones de sus opiniones y / o investigaciones. Sami Solanki declaró en su sitio web personal que el artículo de Solomon era un relato engañoso de sus puntos de vista y reiteró su creencia de que los gases de efecto invernadero producidos por el hombre son responsables del calentamiento global y sus efectos continuarán sintiéndose a medida que aumentaran las concentraciones. Solanki también declaró que sentía que "The National Post" había citado erróneamente a otros científicos con respecto al tema. Nir Shaviv impugnó el perfil de Solomon en 2007 de "National Post" de algunas de sus opiniones y hallazgos de investigación. Shaviv declaró en su blog que nunca fue entrevistado por Solomon y que había inexactitudes en el artículo de Solomon, pero Shaviv afirmó que ocurrió el calentamiento global pero no cree que sea causado por el hombre. Nigel Weiss, "Rechazó las afirmaciones de que una caída en la actividad solar podría compensar de alguna manera las causas antropogénicas del calentamiento global" y "The National Post" se retractó de la acusación y publicó una disculpa. Solanki y Shaviv se incluyeron en el libro posterior de Salomón; Weiss no lo estaba.

## Descripción general
El libro expande las columnas del National Post de Salomón acerca de aquellos a quienes etiquetó como "negacionistas" y quienes, en opinión de Solomon, disentían de alguna manera de la opinión generalizada sobre el calentamiento global. En el libro, Solomon cuestiona la afirmación de que la "ciencia está asentada", que él cree que es reivindicada por los defensores de la "teoría del consenso" y critica la visión "alarmista" sobre el calentamiento global. Entre las cuestiones planteadas se encuentran las acusaciones de fallas en el gráfico del palo de hockey; el Stern Review; frecuencia e intensidad; la falta de signos de calentamiento global en el clima de la Antártida, reservas sobre la previsibilidad de los modelos climáticos y supuesta falta de falsabilidad; la controversia de Fred Singer, Roger Revelle,  Gore; y la alternativa teoría de la variación solar, con respecto a las hipótesis del calentamiento impulsado por la interacción  solar viento con rayos cósmicos que afectan la formación de nubes. Cada capítulo incluye notas finales con referencias y direcciones de sitios web.
Los mencionados en el libro son, en orden de aparición en los capítulos del libro: Edward Wegman, Richard Tol, Christopher Landsea, Duncan Wingham, Robert M. Carter, Richard Lindzen, Vincent R. Gray, Syun-Ichi Akasofu, Tom Segalstad, Nir Shaviv, Zbigniew Jaworowski, Hendrik Tennekes, Freeman Dyson, Antonino Zichichi,  David Bromwich, Eigil Friis-Christensen, Henrik Svensmark, Sami Solanki, Jasper Kirkby, Habibullo Abdussamatov, George Kukla, Rhodes Fairbridge, William M. Gray, Cliff Ollier, Paul Reiter, Claude Allègre, Reid Bryson, David Bellamy, y la posición cautelosa de Roger Revelle. Se presenta un breve curriculum vitae para cada científico. En el capítulo final, el Sr. Solomon presenta su punto de vista personal sobre el debate sobre el cambio climático.

## Razones para el título
El término Los negadores es controvertido incluso entre algunos de los que aparecen en el libro, lo que a menudo plantea la pregunta de por qué Solomon lo elegiría como título tanto para su libro como para la serie de periódicos relacionada. Al explicar su decisión, Soloman escribe:
"Me han preguntado muchas veces por qué titulé mi serie y ahora este libro Los negadores, adoptando de hecho la terminología de sus enemigos. Muchos de los científicos de este libro odian el término y niegan que se aplique a ellos.
Podría dar varias razones, pero aquí está la más importante. Los científicos no son los únicos que tienen su credibilidad a prueba en el debate sobre el calentamiento global. No son las únicas "autoridades" en el argumento, ni siquiera las "autoridades" más importantes. La mayoría de los laicos, la mayoría de los ciudadanos, deben la mayor parte de lo que creemos saber sobre el calentamiento global no a la ciencia directamente, sino a la ciencia mediada por los medios de comunicación y los organismos políticos, especialmente la ONU y nuestros gobiernos. Los ciudadanos, tratando de discernir qué hacer con respecto al calentamiento global, debemos juzgar no solo la credibilidad de los científicos, sino también de aquellos que afirman decirnos lo que dicen los científicos. Con ese fin, mientras lee este libro, juzgue por sí mismo la credibilidad de aquellos que descartan a estos científicos como locos o ladrones, y llámenos "Los negadores".
Sin embargo, a medida que aumentaban estos cambios bastante dramáticos para la visión apocalíptica, también noté algo sorprendente en mi creciente elenco de negacionistas. Ninguno de ellos fue negacionista".